# 114991 Balázs
A 114991 Balázs (ideiglenes jelöléssel 2003 QY69) a Naprendszer kisbolygóövében található aszteroida. Sárneczky Krisztián és Sipőcz Brigitta fedezte fel 2003. augusztus 26-án.
Sárneczky és Sipőcz a korábbi éjszakákon felfedezett kisbolygóik észlelése közben fedezték fel. A 19 magnitúdós, 2–3 km átmérőjű kisbolygó képét 1992-ig visszamenően három évben is azonosították archív felvételeken, majd 2005-ben megsorszámozták. Nevét Balázs Lajos csillagász után kapta.